# Nobody Knows Anything!
Nobody Knows Anything! (Sarah: Portrait of a Film School Graduate fue el título provisorio) es una película de comedia de 2003, dirigida por William Tannen, escrita por David Pasquesi y protagonizada por Linda Black,  Alan Blumenfeld y Carmine Caridi, entre otros. 
El filme fue realizado por Echelon Entertainment y West Wind Entertainment, se estrenó en octubre de 2003.

## Sinopsis
Sarah piensa que hacer un filme es sencillo. Su tío es guionista y la ayuda, comienza una aventura salvaje al universo de Hollywood donde conoce a ejecutivos de estudio alocados, productores desequilibrados y un mafioso que paga los gastos de su rodaje, a cambio de recibir algo.